# 슈어 분해
선형대수학에서 슈어 분해(-分解, 영어: Schur decomposition)는 임의의 복소수 정사각 행렬을 이와 유니터리 닮음인 상삼각 행렬로 나타내는 행렬 분해이다.

## 정의

### 슈어 분해
임의의 복소수 {\displaystyle n\times n} 행렬 {\displaystyle M}은 다음과 같은 꼴로 나타낼 수 있으며, 이를 {\displaystyle M}의 (복소수) 슈어 분해((複素數)-分解, 영어: (complex) Schur decomposition)라고 한다 ({\displaystyle (-)^{\dagger }}는 켤레 전치).:351, §7.1.3, Theorem 7.1.3:316, §8.5, Corollary
{\displaystyle M=QTQ^{\dagger }}
여기서
- {\displaystyle Q}는 {\displaystyle n\times n} 유니터리 행렬이다.
- {\displaystyle T}는 복소수 {\displaystyle n\times n} 상삼각 행렬이다.

이 경우, {\displaystyle T}의 대각 성분들은 {\displaystyle M}의 고윳값의 중복 집합을 이룬다. 만약 {\displaystyle M}이 정규 행렬일 경우, {\displaystyle T}는 대각 행렬이 된다 (이는 상삼각 정규 행렬이 대각 행렬과 동치이기 때문이다).

### 실수 슈어 분해
임의의 실수 {\displaystyle n\times n} 행렬 {\displaystyle M}은 다음과 같은 꼴로 나타낼 수 있으며, 이를 {\displaystyle M}의 실수 슈어 분해(實數-分解, 영어: real Schur decomposition)라고 한다 ({\displaystyle (-)^{\top }}은 전치 행렬).:377, §7.4.1, Theorem 7.4.1
{\displaystyle M=QTQ^{\top }}
여기서
- {\displaystyle Q}는 실수 {\displaystyle n\times n} 직교 행렬이다.
- {\displaystyle T}는 실수 {\displaystyle n\times n} 블록 상삼각 행렬이며, 각 대각 블록 성분은 {\displaystyle 1\times 1} 행렬이거나, 한 쌍의 서로 다른 켤레 복소수를 고윳값으로 갖는 {\displaystyle 2\times 2} 행렬이다.

이 경우, {\displaystyle M}의 고윳값은 {\displaystyle T}의 대각 블록 성분의 고윳값이며, 실수 고윳값은 {\displaystyle T}의 {\displaystyle 1\times 1} 대각 성분이다. 만약 {\displaystyle M}의 모든 고윳값이 실수일 경우, {\displaystyle T}는 상삼각 행렬이 된다.:656 만약 {\displaystyle M}이 대칭 행렬일 경우, {\displaystyle T}는 대각 행렬이 된다.

### 일반화 슈어 분해
임의의 두 복소수 {\displaystyle n\times n} 행렬 {\displaystyle M}, {\displaystyle N}은 동시에 다음과 같은 꼴로 나타낼 수 있으며, 이를 {\displaystyle (M,N)}의 (복소수) 일반화 슈어 분해((複素數)一般化-分解, 영어: (complex) generalized Schur decomposition)라고 한다.:406, §7.7.2, Theorem 7.7.1
{\displaystyle M=QSZ^{\dagger }}
{\displaystyle N=QTZ^{\dagger }}
여기서
- {\displaystyle Q}와 {\displaystyle Z}는 {\displaystyle n\times n} 유니터리 행렬이다.
- {\displaystyle S}와 {\displaystyle T}는 복소수 {\displaystyle n\times n} 상삼각 행렬이다.

이 경우, {\displaystyle (M,N)}의 일반화 고윳값의 집합은 다음과 같다.
{\displaystyle \sigma (M,N)=\sigma (S,T)={\begin{cases}\{S_{ii}/T_{ii}\colon T_{ii}\neq 0\}&\not \exists i\in \{1,\dots ,n\}\colon S_{ii}=T_{ii}=0\\\mathbb {C} &\exists i\in \{1,\dots ,n\}\colon S_{ii}=T_{ii}=0\end{cases}}}

### 실수 일반화 슈어 분해
임의의 두 복소수 {\displaystyle n\times n} 행렬 {\displaystyle M}, {\displaystyle N}은 동시에 다음과 같은 꼴로 나타낼 수 있으며, 이를 {\displaystyle (M,N)}의 실수 일반화 슈어 분해(實數一般化-分解, 영어: real generalized Schur decomposition)라고 한다.:407, §7.7.2, Theorem 7.7.2
{\displaystyle M=QSZ^{\top }}
{\displaystyle N=QTZ^{\top }}
여기서
- {\displaystyle Q}와 {\displaystyle Z}는 실수 {\displaystyle n\times n} 직교 행렬이다.
- {\displaystyle S}는 실수 {\displaystyle n\times n} 블록 상삼각 행렬이며, 각 대각 블록 성분은 {\displaystyle 1\times 1} 또는 {\displaystyle 2\times 2} 행렬이다.
- {\displaystyle T}는 실수 {\displaystyle n\times n} 상삼각 행렬이다.

## 역사
유대계 독일인 수학자 이사이 슈어의 이름이 붙었다.